# Peristernia aureocincta
Peristernia aureocincta is een slakkensoort uit de familie van de Fasciolariidae. De wetenschappelijke naam van de soort is voor het eerst geldig gepubliceerd in 1875 door Sowerby.